# NGC 1918
NGC 1918 (другое обозначение — ESO 56-SNR101) — остаток сверхновой в созвездии Золотая Рыба.
Этот объект входит в число перечисленных в оригинальной редакции «Нового общего каталога».
Джон Гершель назвал объект просто «туманностью». Данные им координаты указывают на область между двумя яркими областями около остатка сверхновой.